# Дом творчества художников «Челюскинская дача»
"Дом творчества художников «Челюскинская дача» — творческая база Художественного фонда РСФСР, основана по инициативе президента Академии художеств СССР, Народного художника СССР Александра Михайловича Герасимова специально для художников-графиков в живописной местности Подмосковья, вблизи Мытищ, недалеко от станции «Челюскинская». Поначалу на этом месте была дача А. М. Герасимова, а в 1947 году участок перешёл в собственность Союза советских художников. В середине XX века Челюскинская дача являлась одной из самых значительных центров развития советского графического искусства на территории СССР. На дачном участке поселка Челюскинский образовался Дом творчества, художники собирались и работали в большом деревянном доме. Спустя некоторое время на территории участка возвели корпуса с мастерскими, оборудованными печатными станками.
- Директор "Дома творчества художников «Челюскинская дача» — Дудина Ольга Юрьевна.

## История
- До 1947 года дача находилась в собственности художника А. М. Герасимова.
- В 1947 году А. М. Герасимов передает территорию участка и бревенчатый дом с мезонином в собственность Союза художников СССР и организует творческую базу. Впоследствии на территории участка был построен новый большой корпус. Первые группы художников, которые приезжали из всех регионов страны и работали самостоятельно около двух-трех недель. Первоначально творческие группы трудились без постоянного художественного руководителя. По приглашению М. Н. Гриценко-Бакст, внучатой племянницы Н. М. Третьякова, руководившей экскурсионной программой, для групп художников проводились консультации и обсуждения. Дачу посещали такие художники как П. Д. Корин, С. В. Герасимов и И. Э. Грабарь.

На территории творческой базы работали многие известные советские и российские художники: Т. Г. Гапоненко, Б. В. Иогансон, С. А. Чуйков, Е. А. Кибрик, В. П. Ефанов, Б. Е. Ефимов, А. Ф. Билль, Б. А. Мессерер, А. А. Ливанов, А. Г. Акритас, М. П. Митурич, Александр Муравьев и Георгий Елфимов, Георгий Катилло-Ратмиров и Александр Галковский, Николай Домашенко, Владимир Качальский, Олег Яхнин, Борис Французов.
«Челюскинская дача» воспитала целые поколения российских художников графиков, благодаря ей в разных регионах СССР сформировались целые графические школы. Дача имела множество названий: «Челюскинская дача», "Дом Графики «Челюскинская», Дом творчества художников «Челюскинская дача». На первом этаже «Челюскинской дачи» находятся художественные мастерские для работы в печатной графике (литографии, офорте, линогравюре).